# Chapeltown, West Yorkshire

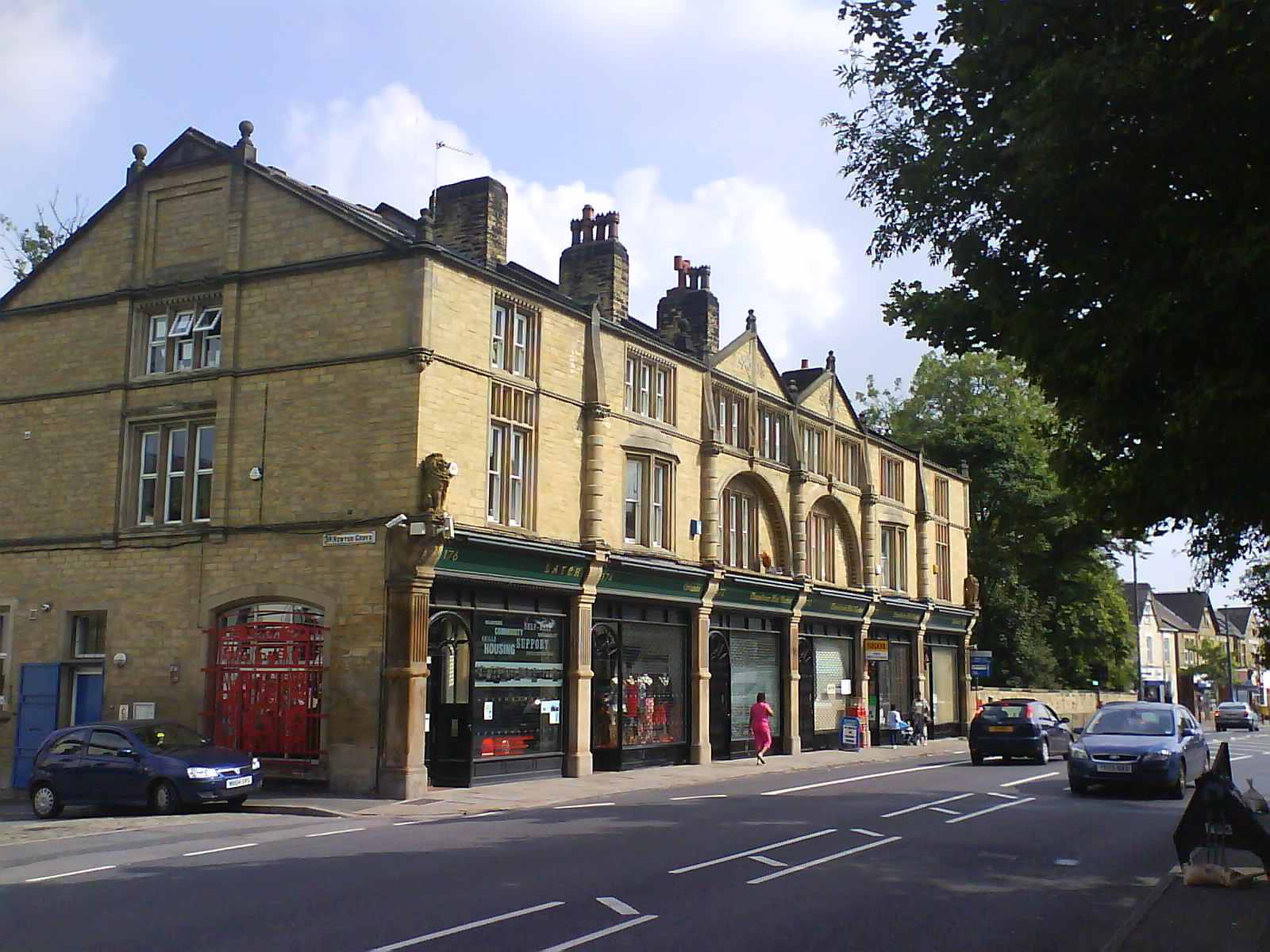
Chapeltown

Chapeltown är en stadsdel i Leeds, West Yorkshire, Storbritannien. En relativt stor del av befolkningen har karibiskt ursprung. I augusti hålls Leeds West Indian Carnival. Under 1981 förekom raskravaller i stadsdelen.